# Félix Machado
Félix Machado (Guatire, 1919-Caracas, 25 de octubre de 2008), más conocido por su apodo Tirahuequito, fue un jugador profesional del béisbol venezolano de la Liga Venezolana de Béisbol Profesional entre 1946 y 1953. Jugó en los equipos Cervecería Caracas, los Patriotas de Venezuela y los Navegantes del Magallanes.

## Hazaña profesional
Su más grande y recordada hazaña fue haber participado con el Magallanes en la Serie del Caribe de 1950, celebrada en el Estadio Sixto Escobar de la ciudad de San Juan, Puerto Rico. Un campeonato en el que el Carta Vieja Yankees de Panamá, en el juego extra con el Caguas de Puerto Rico, se alzó con la victoria del certamen, para sorpresa de los anfitriones y del otro favorito de la competencia, el Almendares de Cuba.
A pesar de que el equipo venezolano quedó en el último lugar, logró ganarle, en el juego inaugural, a quienes después se titularen campeones de la Serie. El marcador fue 3-2, a favor del Magallanes, y este resultó el único partido que alcanzó a ganar en la contienda. En esa memorable ocasión, “Tirahuequito” compartió uniforme y el line up del equipo nacional, con peloteros de la talla de Alejandro “Patón” Carrasquel, Jesús “Chucho” Ramos, Luis “Camaleón” García y Alfonso “Chico” Carrasquel, entre otros. El inolvidable mánager-jugador Vidal López, el Muchachote de Barlovento, dirigió aquel team selecto e inolvidable.

## Fallecimiento
Félix "Tirahuequito" Machado fallece el sábado 25 de octubre de 2008 en la ciudad capital de Caracas, a la edad de 89 años.

## Apodo
Dicen que el apodo “Tirahuequito” se lo ganó en la ocasión en que bateó un cuadrangular dentro del campo, el único de su carrera, con un batazo entre dos que fue a dar justo a un “huequito” del out field.
Otros señalan que tan peculiar sobrenombre era consecuencia de su extraordinaria habilidad, al batear, de dirigir la bola hacia pequeños espacios del parque, lejos del alcance de los jugadores del equipo contrario. Una destreza que le sirvió para visitar constantemente las bases, a pesar de su poco poder con el bate; porque, ciertamente, “Tirahuequito” era un hombre de baja estatura.